# Смулкі
Смулкі (пол. Smółki) — село в Польщі, у гміні Козьмінек Каліського повіту Великопольського воєводства.
Населення — 201 особа (2011).
У 1975-1998 роках село належало до Каліського воєводства.

## Демографія
Демографічна структура станом на 31 березня 2011 року:
|          | Загалом | Допрацездатний вік | Працездатний вік | Постпрацездатний вік |
| -------- | ------- | ------------------ | ---------------- | -------------------- |
| Чоловіки | 110     | 18                 | 75               | 17                   |
| Жінки    | 91      | 16                 | 48               | 27                   |
| Разом    | 201     | 34                 | 123              | 44                   |